# وادي صقرة

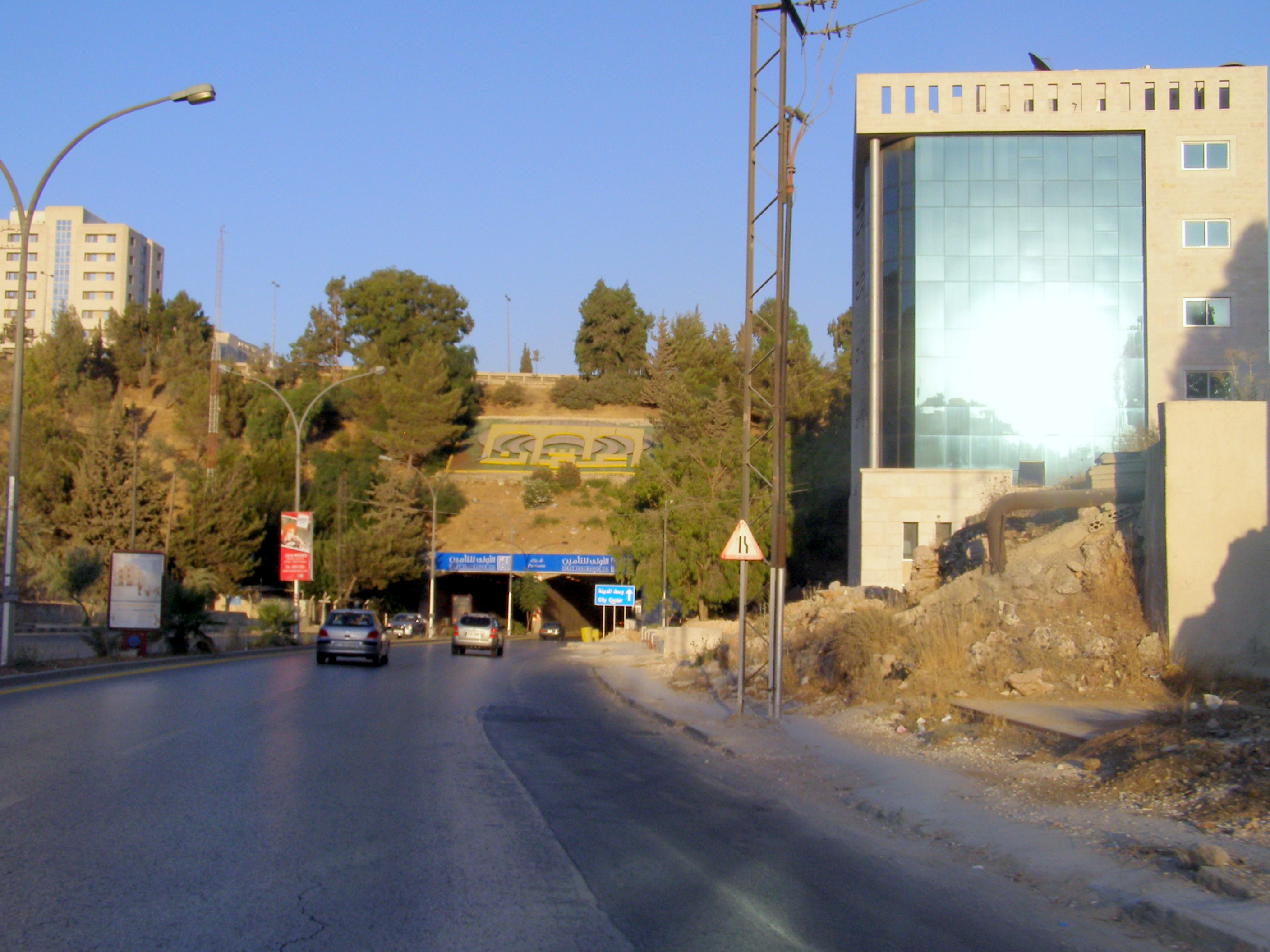
شارع عرار في وادي صقرة

وادي صقرة، وادٍ يقع في وسط العاصمة الأردنية عمّان ويعتبر من مناطق عمان الغربية القديمة، يمتد شارع عرار على طوله والذي أخذ منه الاسم. سيتم فيه تنفيذ مشروع جدار عمان الذي قام بتصميمه المعماري نورمان فوستر.

## نبذة تاريخية
للوادي تاريخ قديم يشهد على الحضارة الإنسانية التي استوطنت في عمان منذ القدم، فقد أنشأ الإنسان الرجوم والجدران المستديرة من الحجارة الضخمة كهياكل لعبادة الشمس والقمر والنجوم، والأثر الباقي منها في عمان الرجم الملفوف في جبل عمان المطل على هذا الوادي وهو يعتبر أول منطقة من عمان الغربية.